# Сухой Ставок
Сухой Ставок (укр. Сухий Ставок) — село в Калиновской поселковой общине Бериславского района Херсонской области Украины.

## Население
Население по переписи 2001 года составляло 117 человек.

### Языковой состав
Родной язык населения по данным переписи 2001 года:
| Язык       | Численность, чел. | Доля     |
| ---------- | ----------------- | -------- |
| Украинский | 110               | 94,02 %  |
| Русский    | 3                 | 2,56 %   |
| Молдавский | 3                 | 2,56 %   |
| Другое     | 1                 | 0,86 %   |
| Итого      | 117               | 100,00 % |

## История
В ходе вторжения России в Украину село подвергалось обстрелам.